# Pavetta owariensis
Pavetta owariensis är en måreväxtart som beskrevs av Ambroise Marie François Joseph Palisot de Beauvois. Pavetta owariensis ingår i släktet Pavetta och familjen måreväxter.

## Underarter
Arten delas in i följande underarter:
- P. o. glaucescens
- P. o. opaca
- P. o. owariensis
- P. o. satabiei